# 中年 (漫画家)
中年（ちゅうねん）は、日本の漫画家。成人向け漫画を執筆している。

## 略歴
2005年、晋遊舎の漫画賞「第34回ポプリ大賞」において、『甘のじゃく』という作品で準入選を獲得。
同社の漫画雑誌『COMICポプリクラブ』2006年1月号で商業誌デビューを果たし、以後毎月執筆するようになる（なお同回の佳作受賞者はたまごかけごはん）。「東京の人」というサークル名で同人誌販売を行ったこともある。
しかし2008年7月、初単行本発売直後のCOMICポプリクラブ2008年10月号において「原稿をデジタル化するため休載する」と発言し、それきり掲載されなくなった（同年12月号の予告ページに名前だけは載っていたが、実際には掲載されなかった）。
後に同誌2010年4月号・6月号に執筆し、2冊目の単行本も世に出すが、同単行本の後書きで腹部の病気を患っていることや、執筆は続けたいが諸事情により復帰の確約はできないことなどを打ち明け、無期限の休筆を宣言した。
その後、2011年8月号において活動を再開し、不定期で執筆するようになる。2015年のCOMICポプリクラブ休刊後は『COMIC BAVEL』（文苑堂）に移籍した。

## 作品リスト

### 単行本
1. 『年刊中年チャンプ』 （2008年7月25日発売[1]、マックス〈ポプリコミックス〉、ISBN 978-4-903491-73-8）
雑誌掲載作の内、11本（＋未掲載の受賞作1本）を収録した単行本。収録作の1つ『ご令嬢の過剰な愛情』は、雑誌掲載時から内容が大きく改変されている。
2. 『年刊中年チャンプ 合併号』 （2010年5月27日発売[2]、マックス〈ポプリコミックス〉、ISBN 978-4-86379-023-0）
雑誌掲載作の内、12本を収録した単行本。
3. 『年刊中年チャンプ 初期作品号』 （2010年10月27日発売[3]、マックス〈ポプリコミックス〉、ISBN 978-4-86379-031-5）
雑誌掲載作の内、これまで単行本未収録だった13本を収録した単行本。
4. 『破廉恥ガールズ全員発情中』 （2014年2月発売、マックス〈ポプリコミックス〉、ISBN 978-4-86379-308-8）
上記の単行本3冊の収録作から、23作を再録したコンビニコミック。

### アンソロジー
いずれも上記の単行本から1話ずつを再録したコンビニコミック。
- 『食べ頃♪官能娘これくしょん』（2014年1月18日発売[4]、マックス〈ポプリコミックス〉、ISBN 978-4-86379-306-4）
2作目単行本から「田舎に泊まろう!」を再収録。
- 『アイドル美少女マスター』（2014年9月27日発売[5]、マックス〈ポプリコミックス〉、ISBN 978-4-86379-334-7）
2作目単行本から「屋上×欲情×お嬢様」を再収録。
- 『ご注文は美少女ですか』（2015年2月26日発売[6]、マックス〈ポプリコミックス〉、ISBN 978-4-86379-347-7）
3作目単行本から「ホントウにあった小猥話」を再収録。
- 『びしょうじょ体操第一』（2015年3月26日発売[7]、マックス〈ポプリコミックス〉、ISBN 978-4-86379-349-1）
1作目単行本から「空、空、空回り」を再収録。

### 同人誌
- 『母親の妹の末の娘』（2007年、オリジナル同人誌）
単行本には収録されていない。